# 레슬리 오덤 주니어
레슬리 로이드 오덤 주니어(영어: Leslie Lloyd Odom Jr., 1981년 8월 6일 ~ )는 미국의 배우, 가수, 작곡가이다. 뉴욕시 퀸스에서 태어났고 필라델피아에서 자랐다. 1998년 브로드웨이 공연계에 데뷔했다. 뮤지컬 《해밀턴》(2014-16)에 에런 버 역으로 출연하며 이름을 알렸으며, 이를 통해 2016년 제70회 토니상 뮤지컬 부문 남우주연상을 수상하고, 작곡·작사가, 제작진, 다른 출연진과 함께 제58회 그래미 어워드 뮤지컬 앨범상을 받았다.
영화 출연작으로는 《오리엔트 특급 살인》(2017), 《해리엇》(2019) 등이 있으며, 《마이애미에서의 하룻밤》(2020)으로 제93회 아카데미상, 제74회 영국 아카데미 영화상, 제78회 골든 글로브상의 남우조연상 후보에 지명되었다. 텔레비전 드라마 쪽에서는 《스매쉬》(2013)에 주연으로 등장했으며, 《퍼슨 오브 인터레스트》(2013), 《로앤오더: 성범죄 전담반》(2013-15)과 같은 인기작에서 조연으로 나왔다.

## 출연 작품

### 영화
| 연도 | 제목                          | 원제                              | 배역              | 비고 |
| ---- | ----------------------------- | --------------------------------- | ----------------- | ---- |
| 2007 | 스케어크로 조                 | Scarecrow Joe                     | 조                | 단편 |
| 2012 | 레드 테일스                   | Red Tails                         | 데클런 "윙키" 홀  |      |
| 2015 | 루나 고스 크루징              | Luna Goes Cruising                | 오스카            | 단편 |
| 2017 | 오리엔트 특급 살인            | Murder on the Orient Express      | 의사 아버스넛     |      |
| 2019 | 팬데믹                        | Only                              | 윌                |      |
| 2019 | 해리엇                        | Harriet                           | 윌리엄 스틸       |      |
| 2020 | 해밀턴                        | Hamilton                          | 에런 버           |      |
| 2020 | 마이애미에서의 하룻밤         | One Night in Miami...             | 샘 쿡             |      |
| 2021 | 뮤직                          | Music                             | 에보 오돔         |      |
| 2021 | 더 매니 세인츠 오브 뉴어크    | The Many Saints of Newark         | 해럴드 맥브레이어 |      |
| 2021 | 시간의 모래사장에서 바늘 찾기 | Needle in a Timestack             | 닉 미컬슨         |      |
| 2022 | 나이브스 아웃: 글래스 어니언  | Glass Onion: A Knives Out Mystery | 라이어널 투손트   |      |
| 2023 | 엑소시스트: 믿는 자           | The Exorcist: Believer            | 빅터 필딩         |      |

### 텔레비전
| 연도    | 제목                        | 원제                              | 배역                 | 비고                                                      |
| ------- | --------------------------- | --------------------------------- | -------------------- | --------------------------------------------------------- |
| 2003-06 | CSI: 마이애미               | CSI: Miami                        | 조지프 케일          | 9회분                                                     |
| 2006    | 길모어 걸스                 | Gilmore Girls                     | 퀜틴 월시            | "Bridesmaids Revisited" 편                                |
| 2006    | 배니시드                    | Vanished                          | 말리크 크리스토 요원 | 10회분                                                    |
| 2008    | 그레이 아나토미             | Grey's Anatomy                    | P. J. 월링           | "There's No "I" In Team" 편                               |
| 2011    | NCIS: 로스앤젤레스          | NCIS: Los Angeles                 | 두에인 로스틴 요원   | "Archangel" 편                                            |
| 2011    | 지크와 루터                 | Zeke and Luther                   | 알리스 버니슨        | "Zeke, Luther, and Kojo Strike Gold" 편                   |
| 2011    | 수퍼내추럴                  | Supernatural                      | 가이                 | "Season Seven, Time For A Wedding" 편                     |
| 2012    | 하우스 오브 라이즈          | House of Lies                     | 제임스               | 2회분                                                     |
| 2013    | 스매쉬                      | Smash                             | 샘 스트리클런드      | 주연                                                      |
| 2013    | 퍼슨 오브 인터레스트        | Person of Interest                | 피터 콜리어          | 8회분                                                     |
| 2013-15 | 로앤오더: 성범죄 전담반     | Law & Order: Special Victims Unit | 커티스 스콧 목사     | 7회분                                                     |
| 2014    | 고담                        | Gotham                            | 이언 하그로브        | "Harvey Dent" 편                                          |
| 2016    | 굿 와이프                   | The Good Wife                     | 배리 퍼트            | "Unmanned" 편                                             |
| 2018    | 위 베어 베어스: 곰 브라더스 | We Bare Bears                     | 레슬리 박사          | 애니메이션; 시즌 4 "모두 튜브 2(More Everyone's Tube)" 편 |
| 2022-23 | 애봇 초등학교               | Abbott Elementary                 | 드레이먼드 와인딩    | 2회분                                                     |